# Martins Creek, Pennsylvania
Martins Creek är en ort i Northampton County i delstaten Pennsylvania, USA.